# Кастиљски грађански рат
Кастиљски грађански рат (1366—1369) је био део Стогодишњег рата између Енглеске и Француске краљевине које су се бориле за првенство у Краљевини Кастиљи и њеним водама. Енглеска је подржавала Педра I од Кастиље, а Француска и Арагон Енрикеа II од Кастиље.

## Биографија
Педро је своје присталице прозвао "Праведницима", а противнике "Окрутнима". На страни Енрикеа било је племство које је Педра сматрало тиранином. Краљ је ојачао централну власт и ушао у рат са Арагоном. Његов брат Енрике је добио подршку вишег племства, Арагона, Француске и папства. Енрике је 1366. године сменио свога брата на месту краља Кастиље, Леона, Толеда и Севиље. Сам се прогласио краљем у манастиру Лас Хуелгас. Енрике је до 1366. године живео у Француској где је окупио велику војску у којој су учествовале и енглеске плаћеничке трупе. Из Монпељеа је извршена инвазија на Кастиљу. Подршку му је пружио Пере IV Арагонски и Карло V Француски. Педро је приморан на повлачење. Побегао је у Бајон у енглеској Гаскоњи. Ту је потражио помоћ Едварда Црног Принца у замену за територије у Кастиљи. Едвард се одазвао позиву. Уз помоћ енглеских трупа, Педро је 1367. године повратио власт над Кастиљом. Однео је победу у бици код Нахера. Међутим, односи Педра и његових енглеских савезника су се погоршали након битке. Едвард је убрзо напустио кастиљског краља. Уговором из Толеда (1368) Енрике је позајмио Карлу V кастиљску флоту из Бискајског залива у замену за војну помоћ на копну. Енрике је ушао у Галицију, заузео неке градове, укључујући и Леон (април 1369). Цела Галиција стала је на његову страну те је Енрике поново ушао у Кастиљу и убио Петра у бици код Кампо де Монтиела. Убрзо је крунисан за краља након чега је своју владавину отпочео смењивањем Јевреја са високих положаја. У наредном периоду Кастиља је савезник Француске у Стогодишњем рату.